# Меклиш Сергій Петрович
Сергі́й Петро́вич Меклиш — молодший сержант Збройних сил України, учасник російсько-української війни.
Батько — художник Меклиш Петро Матвійович.

## Нагороди
За особисту мужність і героїзм, виявлені у захисті державного суверенітету та територіальної цілісності України, вірність військовій присязі під час російсько-української війни, відзначений — нагороджений
- 27 червня 2015 року — орденом «За мужність» III ступеня.